# Ени-Сала (река)
Ени-Сала (также Егерлык-Су, Малиновый ручей, Малинная, Балкаясу; укр. Єні-Сала, Єгерлик-Су крымскотат. Yeñi Sala, Egerlik Suv, Енъи Сала, Эгерлик Сув) — маловодная река (балка) на Главной гряде Крымских гор, на территории Симферопольского района, правый приток Ангары. Длина водотока 6,5 километра, площадь водосборного бассейна — 10,1 км². Исток реки — родник Мусарач (Мусараш, Корыта́), расположенный на высоте 1016 м, у реки 5 безымянных притоков длиной менее 5 километров (на туркартах одна из балок подписана, как Валдарь, Головкинский в 1889 году приводит ещё 2 названия: Гедерлык и Бал-Кая-Су), водоохранная зона реки установлена в 50 м.

## Название
На карте Петра Кеппена 1836 года река подписана, как Балкаясу, на других картах XIX — до конца XX века не подписывалась, видимо, из-за малости. Название Ени-Сала встречается в справочнике «Поверхностные водные объекты Крыма» и производных от него документах. На карте 1987 года различные участки реки подписаны, как река Егерлык-су, балки Малиновая и Малинная, в 2007 году — Малиновый ручей, протекающий по Малиновой же балке и, далее, Егерлык-Су на карте 2010 года опять же Малиновый ручей, выше Малиновая балки и Егерлыксу. Название Ени-Сала дано по старому находящегося на реке села (ныне Чайковское), Егерлык-Су происходит от слов Эгер — седло (то есть вода из-под горной седловины) и Сув — вода.

## География
Истоком реки считается родник «Мусарач», или «Корыта́» на склоне горы «Замана» (западный отрог Тырке). У реки, согласно справочнику «Поверхностные водные объекты Крыма», 5 безымянных притоков. Ени-Сала впадает в Ангару в 3,7 километрах от устья в селе Перевальное, водоохранная зона реки установлена в 50 м.